# 말하기
말하기는 음성을 언어의 매개체로 사용하는 것이다. 음성 언어는 모음과 자음 소리를 결합하여 언어의 어휘집에 속하는 낱말과 같은 의미 단위를 형성한다. 알리기, 선언하기, 묻기, 설득하기, 지시하기와 같이 의도적인 언어행위는 여러 가지가 있으며, 발음, 억양, 음량, 속도와 같은 다양한 측면에서 달라져 의미를 전달할 수 있다. 개인은 성별, 나이, 출신지, 생리적 및 정신적 상태, 교육, 경험과 같이 자신의 사회적 위치의 측면을 말하기를 통해 의도치 않게 전달할 수도 있다.
일반적으로 다른 사람들과의 커뮤니케이션을 용이하게 하는 데 사용되지만, 사람들은 의사소통 의도 없이도 말을 사용할 수 있다. 그럼에도 불구하고 말하기는 감정이나 욕구를 표현할 수 있다. 때때로 사람들은 혼잣말을 하는데, 이는 일부 심리학자들(예: 레프 비고츠키)이 내면 독백에서 침묵하는 말하기를 사용하여 인식을 생생하게 만들고 조직한다고 주장했던 것의 발전으로, 때로는 다른 사람에게 말하는 것처럼 자신에게 말하는 이중적인 페르소나를 일시적으로 채택하는 행위이다. 혼잣말은 암기를 하거나 암기한 내용을 테스트하는 데, 그리고 기도나 명상에 사용될 수 있다.
연구자들은 말하기의 여러 다른 측면을 연구한다: 언어에 사용되는 소리의 말하기 생성과 말하기 지각, 말하기 반복, 말하기 오류, 들은 말하기 낱말을 재현하는 데 필요한 발성으로 매핑하는 능력(이는 어린이의 어휘 확장에 중요한 역할을 한다), 그리고 브로카 영역과 베르니케 영역과 같은 인간 인간의 뇌의 다른 영역이 말하기의 기초가 되는 방식. 말하기는 언어학, 인지 과학, 언론정보학, 심리학, 컴퓨터 과학, 언어병리학, 이비인후과, 그리고 음향학의 연구 대상이다. 말하기는 문자 언어와 비교되는데, 이는 어휘, 통사론, 음운론에서 구어와 다를 수 있으며, 이러한 상황을 양층언어라고 한다.
말하기의 진화적 기원은 논쟁과 추측의 대상이다. 동물들도 발성을 사용하여 의사소통을 하지만, 워쇼나 칸지와 같은 훈련된 유인원들은 간단한 수화를 사용할 수 있음에도 불구하고, 어떤 동물의 발성도 음소적으로나 통사적으로 분명하게 발음되지 않으며, 말하기를 구성하지 않는다.

## 진화
보다 일반적인 언어의 기원 문제와 관련이 있음에도 불구하고, 특징적인 인간의 말하기 능력의 진화는 과학 연구의 독특하고 여러 면에서 별개의 영역이 되었다. 이 주제는 언어가 반드시 구어로만 존재하지 않고 문자나 수화로도 존재할 수 있기 때문에 별개이다. 이러한 의미에서 말하기는 선택 사항이지만, 언어의 기본 양식이다.

조음 위치(수동 및 능동):
1. 외순음, 2. 내순음, 3. 치조음, 4. 치조음, 5. 후치조음, 6. 전구개음, 7. 구개음, 8. 연구개음, 9. 구개음, 10. 인두음, 11. 성문음, 12. 후두개음, 13. 근치음, 14. 후배음, 15. 전배음, 16. 후판음, 17. 정단음, 18. 아정단음

원숭이와 비인간 유인원 및 인간은 다른 많은 동물들과 마찬가지로 사회적 의사소통을 위한 소리 생성에 특화된 메커니즘을 진화시켰다. 반면에, 어떤 원숭이나 유인원도 그러한 목적으로 혀를 사용하지 않는다. 인간 종의 전례 없는 혀, 입술 및 기타 움직일 수 있는 부분의 사용은 말하기를 매우 별개의 범주에 놓는 것으로 보이며, 많은 학자들의 시각에서 그 진화적 출현을 흥미로운 이론적 과제로 만든다.
인간 말하기 진화의 시간표를 결정하는 것은 화석 기록의 데이터 부족으로 인해 더욱 어려워진다. 인간의 성도는 화석화되지 않으며, 사람과 화석에서 성도 변화의 간접적인 증거는 결정적이지 않은 것으로 입증되었다.

## 생성
발화 생산은 생각이 발화된 표현으로 생성되는 무의식적인 다단계 과정이다. 생산은 무의식적인 마음이 어휘집과 형태론에서 적절한 낱말과 그 낱말의 적절한 형태를 선택하고, 통사론을 통해 그 낱말들을 조직하는 것을 포함한다. 그런 다음, 낱말의 음성적 속성이 검색되고, 해당 음성적 속성과 관련된 조음을 통해 문장이 조음된다.
언어학에서 조음음성학은 혀, 입술, 턱, 성대 및 기타 조음 기관이 소리를 만드는 데 어떻게 사용되는지를 연구하는 학문이다. 발화음은 조음 방법과 조음 위치에 따라 분류된다. 조음 위치는 목이나 입에서 기류가 좁아지는 곳을 나타낸다. 조음 방법은 조음 기관이 어떻게 상호 작용하는지를 나타내며, 예를 들어 공기가 얼마나 밀접하게 제한되는지, 어떤 형태의 기류가 사용되는지(예: 폐쇄성, 내파음, 방출음, 흡착음), 성대가 진동하는지 여부, 그리고 비강이 기류에 개방되는지 여부 등을 포함한다. 이 개념은 주로 자음의 생성에 사용되지만, 모음의 음성 및 비음화와 같은 특성에도 사용될 수 있다. 어떤 조음 위치에 대해서도 여러 가지 조음 방법이 있을 수 있으므로, 여러 가지 동조음음이 존재할 수 있다.
정상적인 인간의 말하기는 폐쇄음이며, 허파의 압력으로 생성되며, 이는 후두의 성문에서 발성을 만들어내고, 이는 성도와 입에 의해 다양한 모음과 자음으로 수정된다. 그러나 인간은 허파와 성문을 사용하지 않고 무후두성 말하기로 낱말을 발음할 수 있으며, 여기에는 식도 말하기, 인두 말하기 및 협측 말하기(더 잘 알려진 도널드 덕 목소리)의 세 가지 유형이 있다.

### 오류
발화 생산은 복잡한 활동이며, 그 결과 오류가 흔히 발생하는데, 특히 어린이에게서 그러하다. 발화 오류는 다양한 형태로 나타나며 발화의 본질에 대한 가설을 뒷받침하는 증거로 사용된다. 결과적으로 발화 오류는 종종 언어 생산 및 아동 언어 습득 모델을 구성하는 데 사용된다. 예를 들어, 어린이들이 영어에서 과거형 접미사 '-ed'를 지나치게 규칙화하는 오류(예: 'sang' 대신 'singed'라고 말하는 것)를 자주 범한다는 사실은 규칙적인 형태가 더 일찍 습득된다는 것을 보여준다. 특정 유형의 실어증과 관련된 발화 오류는 특정 발화 구성 요소를 뇌에 매핑하고 생산의 다양한 측면 간의 관계를 파악하는 데 사용되었다. 예를 들어, 표현성 실어증 환자들이 규칙적인 과거형 동사는 생산하기 어렵지만 'sing-sang'과 같은 불규칙 동사는 그렇지 않다는 사실은 낱말의 규칙적인 굴절 형태가 어휘집에 개별적으로 저장되지 않고 기본 형태에 접미사를 붙여 생성된다는 것을 입증하는 데 사용되었다.

## 지각
말하기 지각은 인간이 언어에 사용되는 소리를 해석하고 이해할 수 있는 과정을 말한다. 말하기 지각 연구는 언어학의 음성학 및 음운론 분야와 심리학의 인지 심리학 및 지각 분야와 밀접하게 관련되어 있다. 말하기 지각 연구는 청취자가 말하기 소리를 인식하고 이 정보를 사용하여 음성 언어를 이해하는 방법을 이해하려고 한다. 말하기 지각 연구는 또한 말하기를 인식할 수 있는 컴퓨터 시스템을 구축하고, 청각 및 언어 장애가 있는 청취자를 위한 말하기 인식 기능을 향상시키는 데도 응용된다.
말하기 지각은 범주적이며, 이는 사람들이 소리를 스펙트럼으로 지각하는 것이 아니라 범주에 넣어 인식한다는 것을 의미한다. 사람들은 범주 경계를 넘어서는 소리의 차이를 범주 내에서보다 더 쉽게 들을 수 있다. 이에 대한 좋은 예는 음성 시작 시간 (VOT)인데, 이는 자음 소리의 음성적 생성의 한 측면이다. 예를 들어, 유성음 /b/와 무성음 /p/를 구별하는 히브리어 화자는 VOT가 -10( /b/로 지각됨)에서 0( /p/로 지각됨)으로 변하는 것을 +10에서 +20으로 변하거나 -10에서 -20으로 변하는 것보다 더 쉽게 감지할 수 있는데, 이는 VOT 스펙트럼에서 동일하게 큰 변화임에도 불구하고 그러하다.

## 발달
대부분의 인간 어린이는 생후 4개월에서 6개월 사이에 원시적인 옹알이 행동을 보인다. 대부분은 생후 첫 해에 첫 낱말을 말하기 시작할 것이다. 일반적인 어린이는 3세 이전에 두세 낱말 구를 거쳐 4세가 되면 짧은 문장을 말할 수 있게 된다.

### 반복
말하기 반복에서, 들리는 말하기는 즉각적 또는 지연된 음성 모방에 필요한 운동 명령으로 빠르게 변환된다 (음운 기억에서). 이러한 유형의 매핑은 어린이들이 구어 어휘를 확장하는 데 중요한 역할을 한다. Masur (1995)는 어린이들이 익숙한 낱말과 이미 어휘집에 있는 낱말을 얼마나 자주 반복하는지가 나중에 어휘집의 크기와 관련이 있으며, 새로운 낱말을 더 많이 반복하는 어린이가 발달 후기에 더 큰 어휘집을 가진다는 것을 발견했다. 말하기 반복은 이러한 더 큰 어휘집의 습득을 촉진하는 데 도움이 될 수 있다.

## 문제
말하기에 영향을 미칠 수 있는 여러 가지 유기적 및 심리적 요인이 있다. 이들은 다음과 같다:
1. 허파 또는 성대의 질병 및 장애, 마비, 호흡기 감염(기관지염), 성대 결절 및 허파암과 인후암을 포함한다.
2. 뇌의 질병 및 장애, 무언증, 실어증, 구음장애, 근긴장이상 및 음성 처리 장애를 포함하며, 손상된 운동 계획, 신경 전달, 음운 처리 또는 메시지 지각(실제 소리와는 반대로)이 불량한 발화 생산으로 이어진다.
3. 삼출성 가운데귀염과 같은 청각 문제와 청취 문제, 청각 처리 장애는 음운 문제를 유발할 수 있다. 실어증 외에도, 실명증과 청각 처리 장애는 청각 지각의 질을 방해하여 표현에 영향을 미친다. 귀머거리 또는 난청인은 이 범주에 속한다고 볼 수 있다.
4. 발음 문제, 예를 들어 불분명한 발음, 말더듬증, 혀짧은 소리, 구개열, 운동실조 또는 신경 손상으로 인한 조음 문제. 투렛 증후군 및 틱 또한 말하기에 영향을 미칠 수 있다. 다양한 선천성 장애 및 후천성 혀 질환은 운동 신경병처럼 말하기에 영향을 미칠 수 있다.
5. 정신과적 장애는 말하기 음향 특성을 변화시키는 것으로 나타났으며, 예를 들어 주요 우울 장애에서는 목소리의 기본 주파수 (음높이로 인식됨)가 건강한 대조군보다 현저히 낮은 경향이 있다.[21] 따라서 말하기는 정신 건강 장애의 잠재적인 바이오마커로 연구되고 있다.

말하기 및 언어 장애는 뇌졸중, 뇌 손상, 청력 손실, 발달 지연, 구개열, 뇌성마비, 또는 정서적 문제로 인해 발생할 수도 있다.

### 치료
말하기 관련 질병, 장애 및 상태는 언어치료사(SLP) 또는 언어치료사가 치료할 수 있다. SLP는 말하기 요구 수준을 평가하고, 평가를 바탕으로 진단하며, 진단 내용을 치료하거나 요구 사항을 해결한다.

## 뇌 생리

### 고전적 모델

언어에 중요한 뇌의 브로카 영역과 베르니케 영역.

뇌의 언어 시스템에 대한 고전적인 또는 베르니케-게슈빈트 모델은 전전두피질의 하부에 있는 브로카 영역과 뇌의 우세 반구 (일반적으로 언어의 경우 왼쪽 반구)에 있는 후부 상측두이랑의 베르니케 영역에 초점을 맞춘다. 이 모델에서 언어적 청각 신호는 먼저 청각피질에서 베르니케 영역으로 전송된다. 어휘집은 베르니케 영역에서 접근되며, 이 낱말들은 대뇌궁상섬유를 통해 브로카 영역으로 전송되어 형태론, 통사론, 그리고 조음 지시가 생성된다. 그런 다음 이것은 브로카 영역에서 운동피질로 전송되어 조음된다.
폴 브로카는 1861년에 뇌의 대략적인 영역을 식별했는데, 그의 환자 두 명에게 손상되었을 때 심각한 말하기 생산 결함을 유발하여, 환자들이 몇 개의 단음절 낱말 이상을 말할 수 없게 되었다. 브로카 또는 표현성 실어증으로 알려진 이 결함은 말하기가 느리고 힘들며, 기능어가 없고, 통사론이 심하게 손상된 전보식 말하기와 같은 말하기 생산의 어려움이 특징이다. 표현성 실어증에서는 문법적으로 복잡한 문장의 이해를 제외하고는 말하기 이해는 일반적으로 덜 영향을 받는다. 베르니케 영역은 카를 베르니케의 이름을 따서 명명되었는데, 그는 1874년에 왼쪽 상측두이랑 후부 영역의 손상과 실어증 사이의 연관성을 제안했으며, 모든 실어증 환자가 전전두피질에 손상이 있는 것은 아니라는 점을 지적했다. 베르니케 영역의 손상은 베르니케 실어증 또는 수용성 실어증을 유발하며, 이는 상대적으로 정상적인 통사론과 운율을 특징으로 하지만 어휘 접근에 심각한 손상이 있어 이해력이 떨어지고 무의미하거나 난해한 말하기를 유발한다.

### 현대 연구
언어 이해 및 생산의 신경학적 시스템에 대한 현대 모델은 브로카 영역과 베르니케 영역의 중요성을 인정하지만, 이들 또는 왼쪽 반구에만 국한되지 않는다. 대신, 여러 흐름이 말하기 생산 및 이해에 관여한다. 왼쪽 가쪽 고랑 손상은 형태론 및 통사론 처리 및 생성의 어려움과 관련이 있는 반면, 어휘 접근 및 불규칙 형태(예: eat-ate)의 이해는 영향을 받지 않는다.
또한, 인간의 말하기 이해에 관련된 회로는 학습과 함께 역동적으로 적응하며, 예를 들어 학습된 구절과 같이 익숙한 메시지를 들을 때 처리 시간 측면에서 더 효율적이게 된다.

## 동물 의사소통
일부 비인간 동물은 인간 언어와 유사한 소리나 제스처를 생성할 수 있다. 여러 종 또는 동물 집단은 표면적으로 언어와 유사한 의사소통 형태를 발전시켰지만, 이들은 일반적으로 정의적 특성, 예를 들어 문법, 통사론, 재귀, 전치 중 하나 이상이 부족하기 때문에 언어로 간주되지 않는다. 연구자들은 일부 동물에게 수화와 유사한 몸짓을 가르치는 데 성공했지만, 이것이 언어로 간주되어야 하는지에 대해서는 논쟁이 있었다.

## 같이 보기
- 발성법
- 표현의 자유
- 연설작가